# フランク・ルーカス

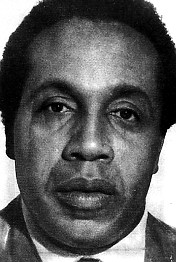
フランク・ルーカス

フランク・ルーカス（Frank Lucas, 1930年9月9日 - 2019年5月30日）は、ノースカロライナ州ラグランジ出身のアメリカ合衆国の人物。1960年代後半と1970年代前半のハーレムのヘロイン密売人で組織犯罪のボス。麻薬取引において中間業者を取り除き、直接供給源の東南アジアからヘロインを購入していたことで知られている。特に死亡したアメリカ兵の棺を使ってベトナムからヘロインを密輸していたエピソードは有名で、ルーカスを描いた2007年の映画『アメリカン・ギャングスター（American Gangster）』でもその様子が描写されている。

## 経歴
彼は116番通りで麻薬を売って1日に100万米ドル稼いでいたと言っている。当時ニューヨーク州の特別薬物検察官だった連邦判事のスターリング・ジョンソンは、ルーカスの稼業を「これまでで最も極悪な国際的麻薬密売ギャングの一人で、アメリカ国外に独自のコネクションを持ちストリートで薬物を売った革新者」と呼んだ。彼はシチリア人やメキシコギャングとコネクションを持ち、マンハッタンのヘロイン市場を独占し莫大な富を築いた。後のインタビューで彼は、「私は金持ちになりたかった。ドナルド・トランプのような金持ちになりたくて、そして神に誓って、やり遂げた」と言っている。
ニューヨーク・マガジンの2000年8月14日のインタビューによると、ルーカスは厳しく管理された「カントリー・ボーイズ」と呼ばれる血縁者や故郷のノースカロライナ出身の男達の一団に信頼を置いていた。組織の品を盗む可能性が低く、都会の生活に慣れていないためだった。アジアからルーカスが輸入したヘロイン「ブルーマジック」は98%の純度で、そのままストリートで販売された。ルーカスは全部で「5200万ドルくらい」の価値があるヘロインの大部分をケイマン諸島の銀行に預け、残りの「手元にあるざっと1,000キログラムの麻薬」はキロあたり30万ドルを下らない利益を生み出した。さらに彼はデトロイトのオフィスビル、ロサンゼルスとマイアミの住居を所有していた。
ルーカスはエンターテイメント界、政界、そして犯罪界のエリートたちと付き合い、ある時はハーレムの最上のクラブでハワード・ヒューズに会う事もあったという。
1970年代中頃に彼が逮捕された時、ルーカスの資産は全て政府に差し押さえられた。

## 逮捕と釈放
1975年、ルーカスはニュージャージー州でリッチー・ロバーツ刑事に逮捕される。 連邦とニュージャージー州両方の薬物違反で有罪になり、翌年に70年の懲役刑を宣告された。有罪と決まるとルーカスは100以上の麻薬に関連した有罪判決をもたらす証拠を提供した。結果彼の刑は短縮され1981年に出所するが、3年後の1984年、新たな薬物違反と宣誓釈放違反で再逮捕され、有罪となる。彼は7年の懲役刑を受け入れ、1991年に釈放された。

## 映画
フランク・ルーカスの物語は、リドリー・スコット監督の映画『アメリカン・ギャングスター』で語られている。2007年11月2日に全米公開されたこの映画では、デンゼル・ワシントンがルーカスを演じた。DVDのオーディオコメンタリーによると、脚本のスティーヴン・ザイリアンは、最初フランクにインタビューしリッチーの存在を知ると、フランクとリッチーの両名とともに数時間のインタビューによる取材を行った。